# (55331) Putzi
(55331) Putzi (2001 SY115) – planetoida z pasa głównego asteroid okrążająca Słońce w ciągu 5,54 lat w średniej odległości 3,13 j.a. Odkryta 21 września 2001 roku.